# Wolfgang Neuss
Wolfgang Neuss (amtlich und vollständig Hans Wolfgang Otto Neuß; * 3. Dezember 1923 in Breslau; † 5. Mai 1989 in West-Berlin) war ein deutscher Kabarettist und Schauspieler.

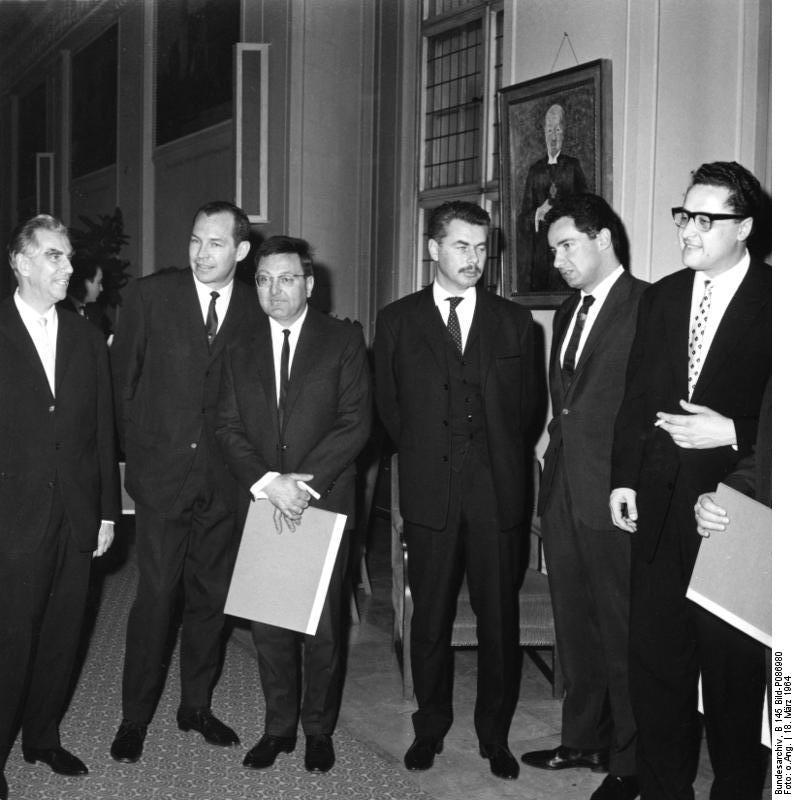
Wolfgang Neuss (3. v. l.) bei der Verleihung des Berliner Kunstpreises (1964)

## Leben

### Jugend und Krieg
Wolfgang Neuss kam als Sohn von Otto und Elisabeth Neuss (geb. Gebauer) in Breslau zur Welt. Er hatte eine Schwester Eva (später verheiratete Eva de Bouyse). Nach der Volksschule begann Neuss eine Lehre als Schlachter, ging dann aber mit 15 Jahren nach Berlin, um Clown zu werden. Dieser Ausflug endete in der Jugendverwahranstalt des Berliner Polizeipräsidiums am Alexanderplatz.
Die Schilderungen über Neuss’ Zeit während des Zweiten Weltkrieges beruhen wohl hauptsächlich auf seinen eigenen Angaben. Zunächst war er beim Straßenbau des Arbeitsdienstes, dann ab 1941 Soldat an der Ostfront. Er wurde mehrmals verwundet und erhielt das EK I. Seiner Schilderung nach entzog er sich weiteren Kampfeinsätzen als MG-Schütze, indem er sich selbst verstümmelte:

„Als ich siebzehn war, hab ich mir in Rußland vor lauter Angst mal den Finger abgeschossen. War Krieg, und der Russe lag nur ’n paar Meter entfernt von mir. Und ich wußte: Ich bin so kurzsichtig, daß ich sowieso nicht treffe. Eine Verletzung war die letzte Chance, aus dem Kessel rauszukommen. Ich nahm also den Karabiner 98k, ließ mich in einen Wassergraben fallen, hielt auf den Zeigefinger der linken Hand und drückte ab. Die Angst trieb mich zum Fortschritt.“

Nach einer anderen Darstellung handelt es sich bei der Geschichte von dem abgeschossenen Finger um eine Legende.
Kurz vor Kriegsende entging er dem Kampfeinsatz in Ostpreußen auf einem Lazarettschiff nach Dänemark. Die erste Nachkriegszeit verbrachte er in einem Internierungslager in Flensburg. Bereits während seiner Lazarettaufenthalte und im Lager organisierte er bunte Abende, erzählte Witze und trat als Komiker auf. Nach ersten Auftritten (als „Hansi Neuss“ oder „Peter Pips“) wurde er Ende der 1940er Jahre bei einem neunwöchigen Engagement als Conférencier im Hamburger Hansa-Theater unter dem Namen Wolfgang Neuss schnell bekannt.
Sein Hobby war Fußballspielen. Ab 1967 sorgten die Auftritte als „Balltreter Rixdorfer & Co“ mit u. a. Sammy Drechsel, Dieter Hildebrandt und Rudi Dutschke regelmäßig für Publikums- und Medieninteresse.

### Die zwei Wolfgangs
Entdeckt wurde Wolfgang Neuss im Bad Wildunger Kabarett „Snack“. 1949 lernte er Wolfgang Müller kennen, dem er sich auf Anhieb geistesverwandt fühlte. Fortan traten die beiden als Duo („Die zwei Wolfgangs“) auf. 1950 gingen sie nach West-Berlin, wo sie ein Engagement beim Kabarett Die Bonbonniere annahmen. Im selben Jahr erhielt Neuss seine erste Filmrolle in Der Mann, der sich selber sucht (Regie: Géza von Cziffra), schrieb Stücke, spielte Theater und führte Regie im Kabarett.
Neuss pflegte enge Kontakte zu Kabarettkollegen wie Eckart Hachfeld, Ursula Herking, Thierry, Dieter Hildebrandt und Wolfgang Gruner. 1952 arbeitete er an zwei Programmen des Ensembles Die Stachelschweine mit.
Neuss und Müller fielen 1955 in Nebenrollen des Musicals Kiss me Kate unter der Regie von Leonard Steckel auf und inszenierten sogleich als Mitternachtsshow eine Parodie auf das Musical namens Schieß mich Tell. Von da an erhielten sie regelmäßig Filmangebote. Als Schlagersänger wurden sie erfolgreich, unter anderem mit Schlag nach bei Shakespeare und Ach, das könnte schön sein ….
Während der Vorbereitung zu den Dreharbeiten für Das Spukschloß im Spessart kam Wolfgang Müller als Flugschüler bei einem Flugzeugabsturz in der Schweiz ums Leben. Wolfgang Neuss wurde von den Dreharbeiten zu diesem Film entlassen, angeblich mit den Worten: „Jetzt brauchen wir Sie auch nicht mehr!“

### Soloprogramme
Wolfgang Neuss machte alleine weiter und realisierte das mit Müller begonnene Filmprojekt Wir Kellerkinder mit Wolfgang Gruner (Erstsendung in der ARD am 26. Juni 1960). Daraufhin erfolgte ein Boykott durch deutsche Filmverleiher, und er ging mit Soloprogrammen auf Tournee durch Westdeutschland.
Im Jahr 1962 sorgte er für einen bundesweiten Eklat, als er mit einer Zeitungs-Werbeannonce am Vortag der Ausstrahlung des letzten Teils des sechsteiligen Durbridge-Krimis Das Halstuch dem Fernsehpublikum den Mörder verriet. Die Zuschauer forderte er auf, stattdessen einen Kinobesuch zu machen und unterzeichnete mit dem Titel seines gerade fertiggestellten Filmes, Genosse Münchhausen. Später behauptete er allerdings, den „Halstuchmörder“ nur erraten zu haben; nach einer anderen Darstellung soll es seine Mutter von der Ehefrau des mitwirkenden Schauspielers (Dieter Borsche) erfahren haben. Die Durbridge-Krimis waren in der Frühzeit des deutschen Fernsehens „Straßenfeger“ mit Einschaltquoten von annähernd 90 Prozent (vgl. Das Halstuch#Auswirkungen). Die Presse veröffentlichte Leserbriefe verärgerter Fernsehzuschauer, es gab sogar Morddrohungen, und die Bild bezeichnete Neuss wegen des Spoilers als „Vaterlandsverräter“. Die Kosten der Anzeige im West-Berliner Der Abend betrugen 787,15 D-Mark.
Im Jahr 1962 heiratete Wolfgang Neuss die Schwedin Margareta Henriksson, die er seit 1958 kannte. Mit ihr, von der er sich 1967 wieder scheiden ließ, hatte er eine Tochter, Harriet (genannt Jette) Wixell, geborene Neuss. Auch Gisela Groenewold, seine langjährige Lebensgefährtin, die ihn 1969 auf eine Südamerikareise begleitete, trennte sich später von ihm, überließ ihm aber die Wohnung in Berlin-Charlottenburg.
Mitte der 1960er Jahre galt Neuss als einer der besten deutschen Kabarettisten. Eckart Hachfeld, Hans Magnus Enzensberger (Pseudonym: Andreas Thalmayr), Thierry, Jens Gerlach und Horst Tomayer schrieben Texte für seine Programme. Helene Weigel schenkte ihm ein lebenslanges Abonnement für das Berliner Ensemble. Er trat im Haus am Lützowplatz regelmäßig in der Restaurantbar Domizil im Souterrain als Mann mit der Pauke auf und erreichte damit überregional ein breites Publikum.
Neuss machte den DDR-Liedermacher Wolf Biermann mit einem gemeinsamen Programm in Westdeutschland bekannt und verhalf ihm zu seiner ersten Plattenaufnahme. Nach einem Auftritt mit Biermann in Frankfurt am Main erhielt Neuss, der während des Kalten Krieges auch mit anderen ostdeutschen Kollegen wie Gisela May und Käthe Reichel auftrat, von der DDR ein Einreiseverbot.
Im Jahr 1965 sammelten West-Berliner Zeitungen Geld für den Vietnamkrieg, von dem Medikamente gekauft und Nachbildungen der Freiheitsglocke an Witwen amerikanischer Soldaten verschenkt werden sollten. Dagegen protestierte der Kabarettist mit einem Extrablatt seiner Satirezeitschrift Neuss Deutschland und sammelte seinerseits über Spenden insgesamt 11.000 DM, als die Zeitungsverleger mit einem Boykott seiner Kabarettprogramm-Ankündigungen reagierten.

### Schauspielkarriere
Neuss war ein „Vieldreher“. Er drehte zahlreiche Filme in einem Jahr, zehn allein 1955. Insgesamt war er zwischen 1950 und 1966 in 55 Filmen und in seinem letzten 1984, Is was, Kanzler? nach einem Drehbuch von Gerhard Schmidt und Jochen Busse, zu sehen.
Auch Theaterbühnen engagierten Neuss, beispielsweise als Thersites in Shakespeares Troilus und Cressida und in der Rolle des Erich Mühsam in Tankred Dorsts Drama Toller, das unter dem Titel Rotmord von Peter Zadek 1969 für das Fernsehen verfilmt wurde. In einer Querschnittaufnahme von Bertolt Brechts Dreigroschenoper durch das SFB-Orchester mit u. a. Lotte Lenya, Willy Trenk-Trebitsch und Trude Hesterberg gab er 1958 dem Moritatensänger seine Stimme.
Als Moderator im Viet Nam Diskurs von Peter Weiss in einer Inszenierung an den Münchner Kammerspielen durfte Neuss seinen eigenen Text sprechen, wobei er zu Geldspenden für den Vietkong aufrief. Als die Intendanz diese von Regisseur Peter Stein gebilligte Aktion verbot, kündigte Neuss seine Mitarbeit auf; das Stück wurde abgesetzt.

### Neuss und die Studentenbewegung

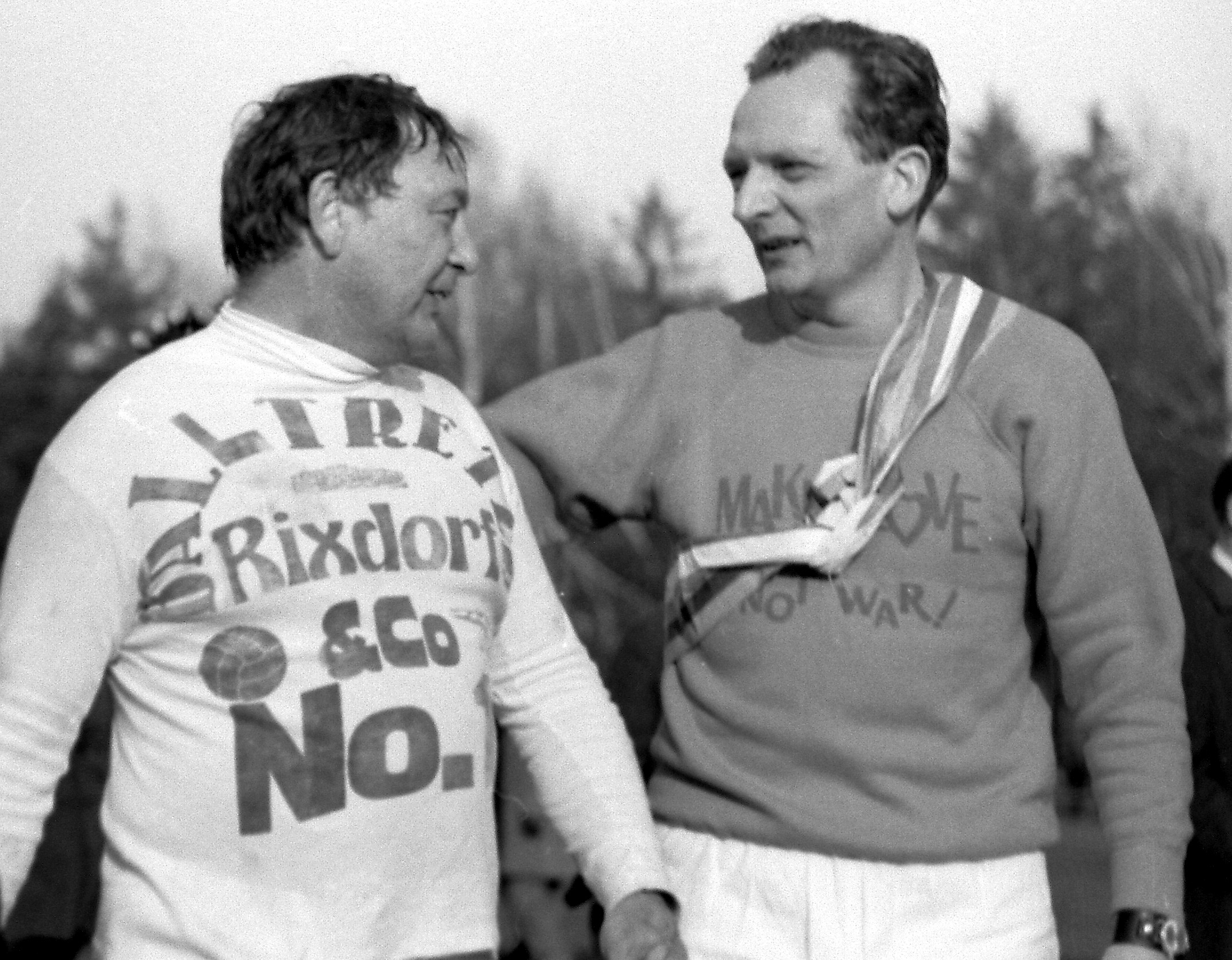
Fußballer Neuss (links) und Kurt Weidemann nach einem Spiel in Stuttgart, auf Einladung des alternativen Buchhändlers Wendelin Niedlich (wahrscheinlich 1968)

1967 bestritt Neuss mit Franz Josef Degenhardt, Hanns Dieter Hüsch und Dieter Süverkrüp, später als Quartett ’67 bezeichnet, ein gemeinsames Programm mit politischen Texten und Liedern. Es kam nur zu einem einzigen Auftritt, der vom Saarländischen Rundfunk mitgeschnitten wurde. Das Buch, das die Texte des Quartetts dokumentiert, erschien 1968; es erschien in zahlreichen Auflagen bis 1980 und hat wesentlich zur Popularität der beteiligten Künstler beigetragen.
Politisch machte sich Neuss zunächst für die SPD stark, die ihn im Februar 1966 wegen seiner Zweitstimmenwerbung für die Deutsche Friedens-Union jedoch ausschloss. Nachdem ihn die Partei ein halbes Jahr später ohne weitere Formalitäten wieder aufgenommen hatte, erklärte Neuss 1968 seinen Austritt, machte aber 1971 erneut Wahlkampf für die SPD.
Für einen Teil der deutschen Öffentlichkeit wurde er zur Feindfigur. Auf dem Höhepunkt einer unter anderem von Bild getragenen Pressekampagne und nach einem gescheiterten Bombenattentat erklärte sich Neuss in einem Briefwechsel mit Willy Brandt zum „politischen Flüchtling“ und fuhr nach Schweden. Sein Aufenthalt dort dauerte allerdings nur wenige Wochen. Nach einer Tournee durch die Bundesrepublik mit seinem Programm Neuss Testament kehrte er nach West-Berlin zurück. Dort schloss er sich der APO an und nahm an Demonstrationen, Sit-ins und anderen politischen Aktionen teil. Von 1967 bis 1969 betätigte er sich im Republikanischen Club in West-Berlin. Meist durch gleichzeitiges auf die „Pauke“ hauen, eigentlich benutzte er eine Trommel, wies er seitdem auf Missstände und Widersprüche in der Gesellschaft hin.

### Ausstieg

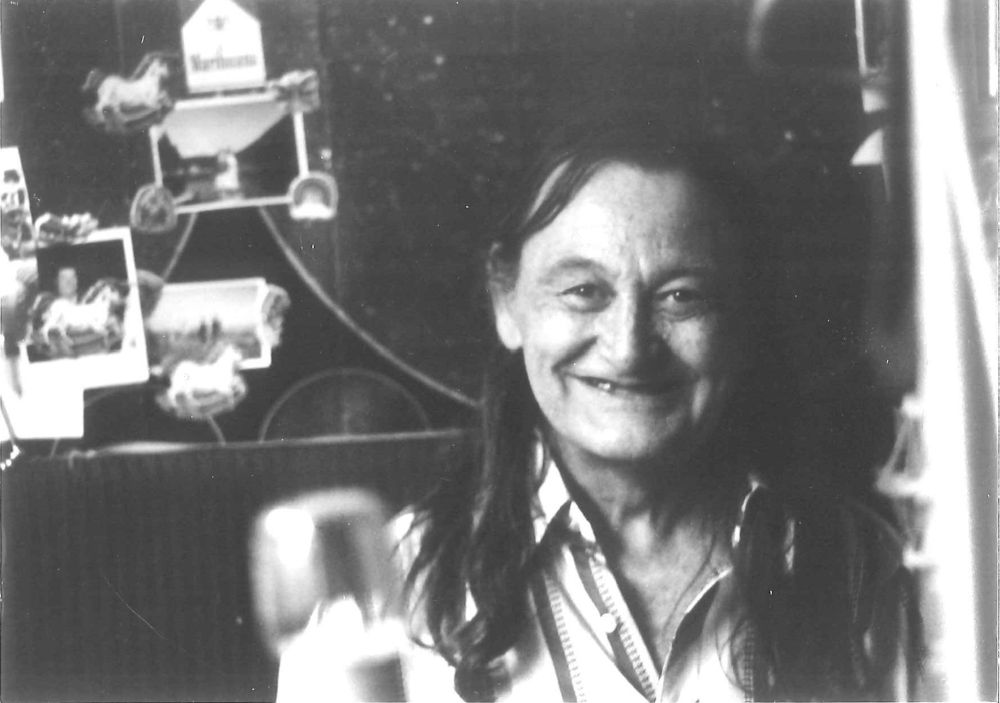
Wolfgang Neuss 1985 auf einem Porträt des Berliner Fotografen Werner Bethsold

Ende der 1960er Jahre ging Neuss’ Erfolgslauf allmählich zu Ende. Seine Auftritte waren zwar noch ausverkauft, wurden aber nicht mehr nur in der Springerpresse, sondern auch von zuvor wohlgesinnten Kritikern verrissen.
1969 verabschiedete er sich von der Bühne und vom Fernsehen und ging eine Zeitlang nach Chile. Abgesehen von seinem letzten Kinofilm, Chapeau Claque (1974), und einem Auftritt als „Mann mit der Pauke“ im laufenden Programm der Stachelschweine (November 1973) hörte man während der 1970er Jahre fast nichts mehr von ihm. 1976 berichtete die Presse, dass Neuss Sozialhilfe beziehe. 1979 machte er Schlagzeilen, als er in West-Berlin wegen Besitzes von 35,8 g Haschisch und mehrerer LSD-Trips zu acht Monaten Freiheitsstrafe auf Bewährung verurteilt wurde.

### Comeback
Eine erste Biografie schrieb Gaston Salvatore unter dem Titel Der Mann mit der Pauke (1974, nach Tonbandprotokollen); sein Freund und literarischer Nachlassverwalter Volker Kühn dokumentierte Leben und Werk unter dem Titel Das Wolfgang Neuss Buch (1981), später erheblich erweitert als Der totale Neuss (1997).
Anfang der 1980er Jahre feierte Neuss auf der Bühne und im Fernsehen ein Comeback, schrieb regelmäßig Kolumnen (z. B. für die taz und den Stern) und veröffentlichte Schallplatten und Tonbandkassetten. Ein langes Interview mit Werner Pieper im Humus-Magazin (Ausgabe 3, 1979) war der Auftakt zu zahlreichen Porträts in Rundfunk und Fernsehen (u. a. von Volker Kühn, Tilman Jens und Rüdiger Daniel), die der medienerfahrene Wolfgang Neuss geschickt zu Kabarettauftritten umfunktionierte. Bevor er gefilmt oder fotografiert wurde, pflegte Neuss beispielsweise seine Zahnprothese herauszunehmen, um den Betrachter zu schockieren.
Eine Feier am 3. Dezember 1983 zu seinem 60. Geburtstag, ausgerichtet von der ufaFabrik auf dem Berliner Ufa-Gelände, gab Neuss Gelegenheit zu einer 30-minütigen Conférence. Dort gibt es inzwischen einen Veranstaltungsraum unter dem Namen Wolfgang-Neuss-Salon. Ein Höhepunkt dieser Jahre war die Talkshow Leute am 5. Dezember 1983, die laut Stern zur „Show des Jahres“ wurde. Im Gespräch mit Wolfgang Menge verlas Neuss ein angeblich vom damaligen Regierenden Bürgermeister Richard von Weizsäcker an ihn gerichtetes Glückwunschtelegramm, das den Satz enthielt: „Auf deutschem Boden darf nie wieder ein Joint ausgehen!“ Beim anschließenden Auftritt Weizsäckers, der sich damals auf die Kandidatur für das Amt des Bundespräsidenten vorbereitete, empfahl Neuss dem als „Ritschie“ angesprochenen Politiker unter tosendem Beifall, seinen Bruder (gemeint war Carl Friedrich von Weizsäcker) „mal öffentlich zu umarmen“ – „Das ist der eigentliche Intellektuelle in der Familie“ –, und bezeichnete sich selbst als den aussichtsreicheren Präsidentschaftskandidaten, allerdings unter einer Bedingung: „wenn die Kinder wählen dürften … die Kinder wählen immer einen aus der Sesamstraße!“
Für sein Kabarettprogramm Neuss vom Tage im WDR erhielt er den Deutschen Kleinkunstpreis 1983; die Laudatio hielt sein Freund Hanns Dieter Hüsch.

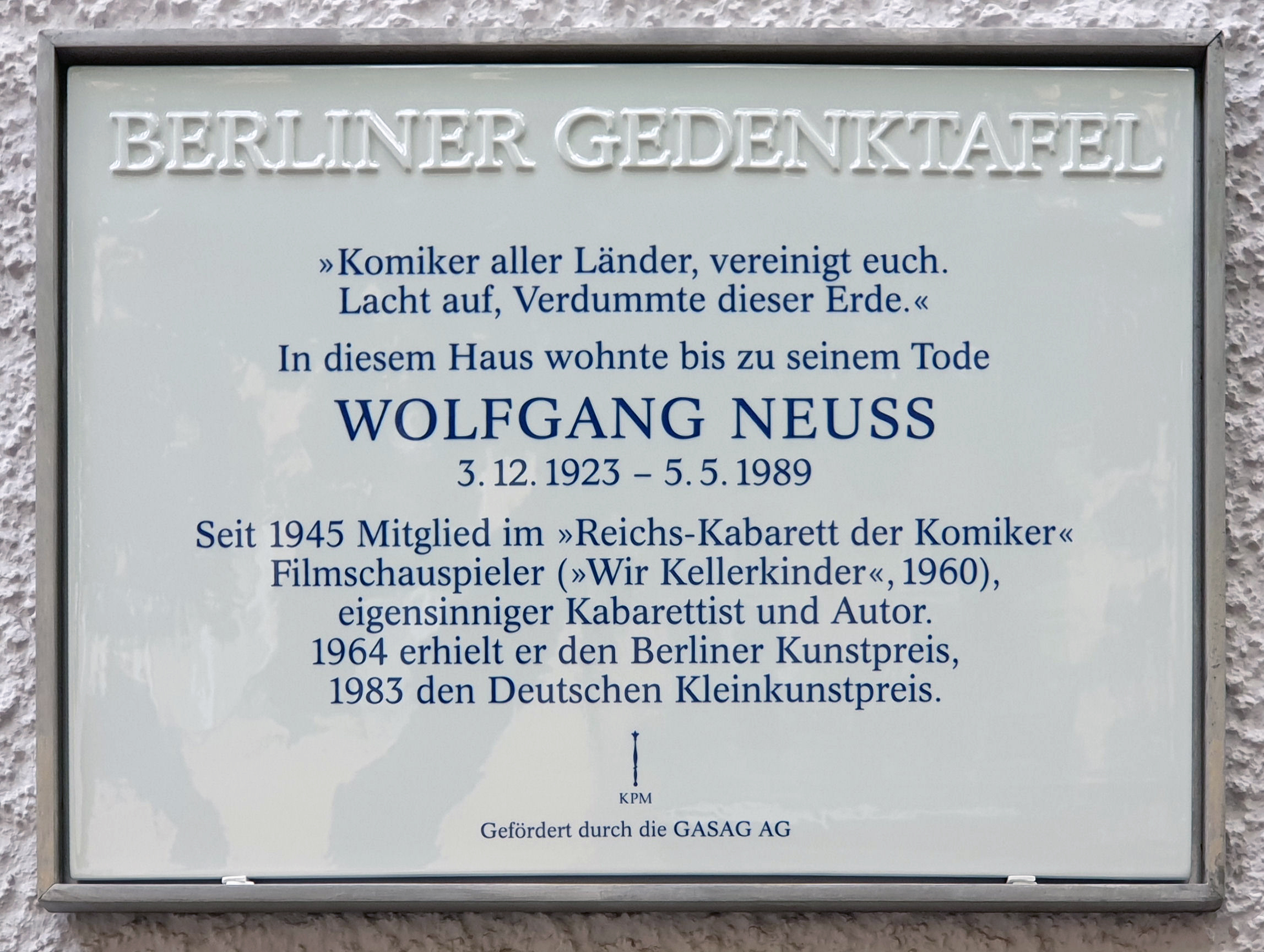
Berliner Gedenktafel am Haus, Lohmeyerstraße 6, in Berlin-Charlottenburg

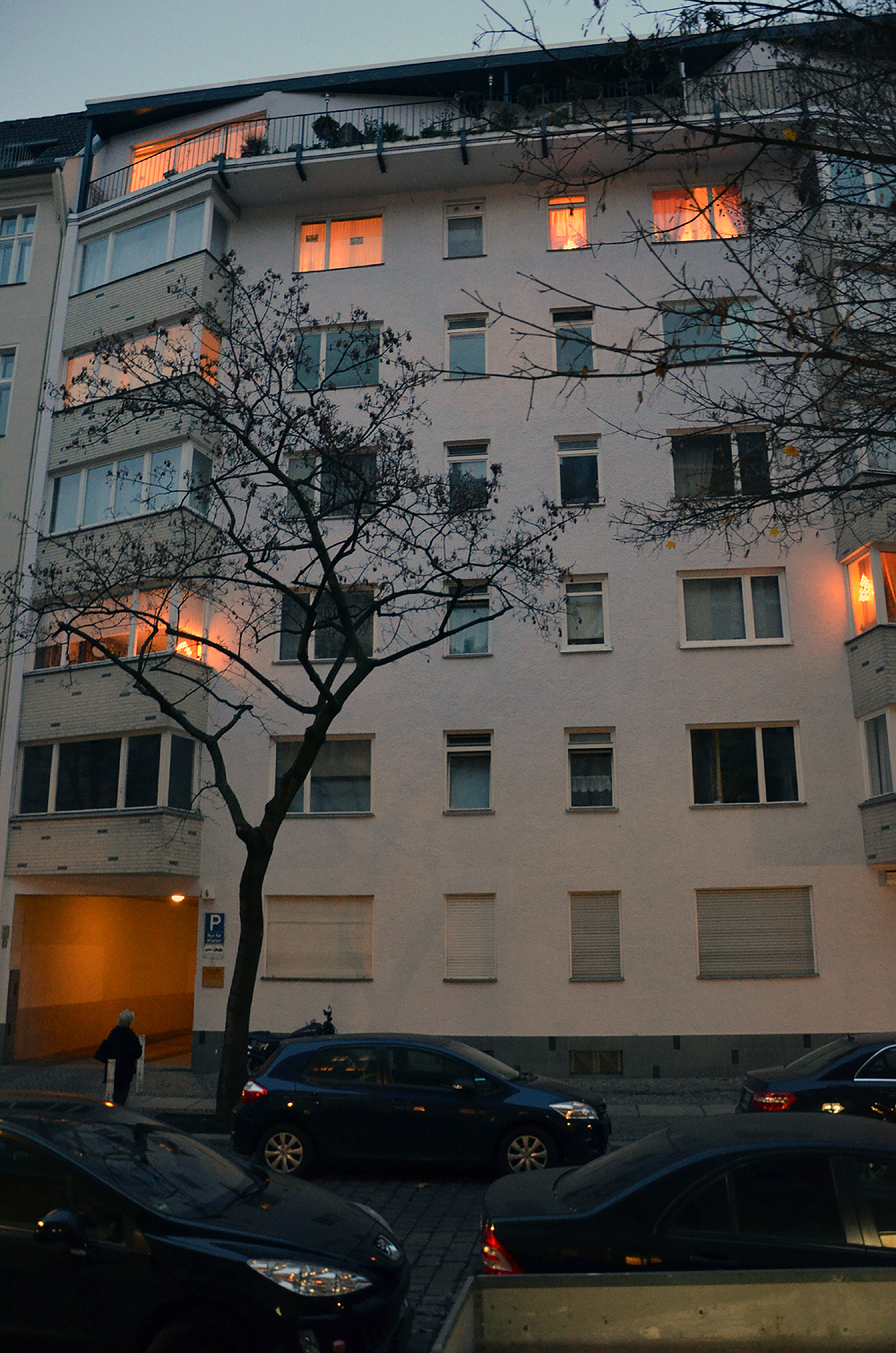
Berlin-Charlottenburg, Lohmeyerstraße 6, 2. Stock, letzte Wohnung von Wolfgang Neuss

Bei einer Hausdurchsuchung im März 1984 fand die Polizei dann 79 Gramm Haschisch und 814 LSD-Trips; trotz eines Haftbefehls blieb Neuss auf freiem Fuß. Im Juli wurde er vom Amtsgericht Tiergarten zu einem Jahr Gefängnis auf Bewährung verurteilt. Eine von der Staatsanwaltschaft angestrengte Berufung scheiterte vor dem Landgericht Berlin am 22. November desselben Jahres. 1989 teilte das Amtsgericht Tiergarten mit, man habe Neuss die Freiheitsstrafe erlassen: „Der Verurteilte hat sich, soweit ersichtlich, bewährt.“
Neuss hatte in den 1980er Jahren, als er gesundheitlich bereits schwer angeschlagen war, zudem einige TV-Auftritte in der WDR-Politsendung ZAK.
Als „zahnloser Späthippie“ (auch als „Indianerfrau“ bezeichnet), der in den letzten Lebensjahren an Krebs litt, wurde er zur lebenden Legende in West-Berlin. Er empfing zahlreiche Besucher in seiner Wohnung, die ihm der Bruder seiner einstigen Geliebten, der Rechtsanwalt Kurt Groenewold, mietfrei überlassen hatte, und unterhielt sie mit kabarettistischen Monologen. Mit einem Auftritt an seinem 65. Geburtstag am 3. Dezember 1988 verabschiedete er sich endgültig von seinem Publikum.
Am 5. Mai 1989 starb Wolfgang Neuss im Alter von 65 Jahren. Noch bis wenige Tage vor seinem Tod war ein Dokumentarfilm über ihn gedreht worden. Auf seinen Wunsch hin wurde er am 19. Mai neben seinem Film- und Kabarettpartner Wolfgang Müller auf dem Waldfriedhof Zehlendorf, Feld UII Grab 112, beerdigt. Nach Ablauf der gesetzlichen Ruhezeit wurde er auf Geheiß der Angehörigen von Wolfgang Müller in dessen Grab umgebettet.
Zu seinem 90. Geburtstag (3. Dezember 2013) führte das Hanfmuseum in einer Sonderausstellung eine Reihe seiner Filme vor.
Das Wolfgang-Neuss-Archiv befindet sich in Berlin im Archiv der Akademie der Künste.
Am 15. September 2022 wurde an seinem ehemaligen Wohnort in Berlin-Charlottenburg, Lohmeyerstraße 6, eine Berliner Gedenktafel enthüllt.

## Widmungen
Franz Josef Degenhardt schrieb dem Verstorbenen mit Der Trommler ein Requiem; auf Neuss bezieht sich auch das Lied Immer noch grob sinnlich. Als Neuss 1967 nach Südamerika reiste, schrieb Degenhardt das Lied Adieu Kumpanen, das er ihm widmete.
Ein weiterer Partner von Neuss beim Quartett ’67, Hanns Dieter Hüsch, schrieb auf Wolfgang Neuss die Gedichte Nachricht I und II.

## Zitate
- »Man muss das Grundgesetz vor seinen Vätern schützen und die Verfassung vor ihren Schützern.«[22]
- »Auf deutschem Boden darf nie wieder ein Joint ausgehen.«[23]
- »Stell’ Dir vor, es geht und keiner kriegt’s hin.« (frei nach Carl Sandburg)
- »Der Faschismus ist eine Spielart der freien Marktwirtschaft.«[24]
- »Wo wir hin spenden, wächst kein Gras mehr.«[25]
- »Ich bin kein Beispiel, ich bin ein Vorspiel.«
- »Heut’ mach ich mir kein Abendbrot, heut’ mach ich mir Gedanken.«
- »Meine Zeit ist gekommen, wenn die Welt wieder so zum Lachen ist, dass es sich lohnt, dritte Zähne anzuschaffen.«
- »Ich rauche den Strick, an dem ich sonst hängen würde.«
- »Über Helmut Kohl mach’ ich keine Witze, da lach’ ich lieber gleich.«
- »Alle Tage sind zwar gleich lang, aber unterschiedlich breit.«
- »Die nächste Challenger wird ohne Sitze gebaut. Die paar Minuten können sie auch stehen.«

## Filmografie (Auswahl)
- 1950: Wer fuhr den grauen Ford?
- 1952: Pension Schöller
- 1952: Die Spur führt nach Berlin
- 1953: Hollandmädel
- 1953: Hurra – ein Junge!
- 1953: Die Kaiserin von China
- 1953: Der Onkel aus Amerika
- 1953: Keine Angst vor großen Tieren
- 1953: Weg ohne Umkehr
- 1954: Auf der Reeperbahn nachts um halb eins
- 1954: Die schöne Müllerin
- 1954: Die goldene Pest
- 1955: Banditen der Autobahn
- 1955: Die Drei von der Tankstelle
- 1955: Urlaub auf Ehrenwort
- 1955: Himmel ohne Sterne
- 1955: Unternehmen Schlafsack
- 1955: Oberwachtmeister Borck
- 1955: Der fröhliche Wanderer
- 1955: Die heilige Lüge
- 1955: Ich war ein häßliches Mädchen
- 1955: Des Teufels General
- 1956: Ein Mann muß nicht immer schön sein
- 1956: Charleys Tante
- 1956: Zu Befehl, Frau Feldwebel!
- 1956: Ohne Dich wird es Nacht
- 1956: Mädchen mit schwachem Gedächtnis
- 1956: Der Hauptmann von Köpenick (Regie: Helmut Käutner)
- 1957: Ferien auf Immenhof
- 1957: Frühling in Berlin
- 1957: Der müde Theodor
- 1958: Wir Wunderkinder
- 1958: Der Maulkorb
- 1958: Der Stern von Santa Clara
- 1958: Das Wirtshaus im Spessart
- 1958: Nick Knattertons Abenteuer
- 1958: Schwarzwälder Kirsch
- 1958: Die grünen Teufel von Monte Cassino
- 1959: Napoleon in New Orleans (Fernsehfilm)
- 1959: Rosen für den Staatsanwalt
- 1959: Der lustige Krieg des Hauptmann Pedro
- 1959: Die Nacht vor der Premiere
- 1959: Hier bin ich – hier bleib ich
- 1959: Liebe verboten – Heiraten erlaubt
- 1960: Als geheilt entlassen
- 1960: Wir Kellerkinder
- 1961: Der Traum von Lieschen Müller
- 1961: Immer Ärger mit dem Bett
- 1961: Gestatten, mein Name ist Cox (Fernsehserie)
- 1961: Macky Pancake (Fernsehserie; 3 Folgen)
- 1962: Genosse Münchhausen
- 1963: Die endlose Nacht
- 1964: Die Tote von Beverly Hills
- 1965: Serenade für zwei Spione
- 1966: Der schwarze Freitag
- 1966: Katz und Maus
- 1969: Rotmord
- 1974: Chapeau Claque
- 1984: Is was, Kanzler?

## Filme über Wolfgang Neuss
- „Wolfgang Neuss: Ekstase und Melancholie“. Ein Film von Jürgen Miermeister, Produktion: ZDF, 1993, 23 Min.
- „Narrkose – Von und mit Wolfgang Neuss“. Ein Film von Rüdiger Daniel und Uschi Sixt-Roessler, Erstausstrahlung 4. Dezember 1993, 43 Min, Produktion: WDR
- „Der Mann mit der Pauke: Wolfgang Neuss“. Dokumentation, Buch und Regie: Jürgen Miermeister, Produktion: ZDF, Erstsendung: 3. Dezember 1998, teilw. s/w und mono
- „Neuss Deutschland: Querulant der Republik“ von Julia Oelkers & Peter Scholl. Dokumentation, 45 Min., Produktion: rbb, Erstsendung: 4. Dezember 2006 OCLC 699079325
- „Das Neuss Testament“. Ein Film von Rüdiger Daniel, Produktion dibsfilm und rbb, 2009, Kinofilm, 72 Min.

## Kabarett-Programme
- Lachkalorien, Ende der 1940er Jahre
- Der Mann mit der Pauke, 1951
- Wer nicht hören will muss fernsehen…, 1959
- Das jüngste Gerücht, 1963
- Neuss Testament, 1965
- Asyl im Domizil, 1967
- Marxmenschen, 1968
- Neuss vom Tage, Mitte der 1980er Jahre im WDR

## Satirische ZeitungNeuss Deutschland
Im Dezember 1964 erschien die erste Nummer der Zeitschrift Neuss Deutschland – Organ des Zentralkomiker-Teams der Satirischen Einheitspartei Deutschlands, eine Parodie auf das Neue Deutschland, Zentralorgan der Sozialistischen Einheitspartei Deutschlands (SED). Bis 1966 erschienen rund zehn Nummern in drei Jahrgängen.

## Schriften
- Wir Kellerkinder und zwei weitere Filmsatiren (Serenade für Angsthasen, Genosse Münchhausen). Lama-Verlag, München 1961 u. Syndikat Verlag, Frankfurt am Main 1983, ISBN 3-434-46015-2.
- Vorwort zu Tüte Hagedorn: Kein schöner Land. Präsentverlag Peter, Gütersloh 1965.
- Wie mir warm wurde, in: 34 x erste Liebe. Dokumentarische Geschichten. Hrsg. v. Robert Neumann. Bärmeier & Nikel, Frankfurt a. M. 1966, S. 312–317.
- Das jüngste Gerücht. Satiren über Trivialpolitik. Mit 20 Illustrationen von Oswin (Oswald Meichsner). Rowohlt Taschenbuch Verlag, Reinbek 1965 (rororo 841).
- Neuss Testament, eine satirische Zeitbombe von Wolfgang Neuss nach Texten von François Villon. Mit Beiträgen von Horst Tomayer, Thierry, Jens Gerlach, Gerd Delaveaux. Mit 26 Holzschnitten von Uwe Witt. Rowohlt Taschenbuch Verlag, Reinbek 1966 (rororo 891); dass. hrsg. u. dokumentiert v. Volker Kühn. Syndikat-Verlag, Frankfurt a. M., 1985, ISBN 3-434-46055-1.
- Jacques Hartz (Hrsg.): Sehnsucht nach Berlin. Ein Bildband mit einer Einführung von Marianne Eichholz sowie Beiträgen von Wolfgang Neuss und Wolf Biermann. Marion von Schröder, Hamburg 1966.
- Asyl im Domizil. Bunter Abend für Revolutionäre. Unter Mitarbeit von Thierry und Hans Magnus Enzensberger. Mit 20 Illustrationen von Karl Staudinger. Rowohlt Taschenbuch Verlag, Reinbek 1968 (rororo 1072).
- Franz Josef Degenhardt, Wolfgang Neuss, Hanns Dieter Hüsch, Dieter Süverkrüp: Da habt ihr es! Stücke und Lieder für ein deutsches Quartett. Mit 19 Illustrationen von Eduard Prüssen. Hoffmann & Campe, Hamburg 1968; dass., Rowohlt Taschenbuch Verlag, Reinbek 1970 (rororo 1260), ISBN 3-499-11260-4.
- Das Wolfgang Neuss Buch. Eine Satire-Sammlung, hrsg., dokumentiert und kommentiert v. Volker Kühn. Satire Verlag, Köln 1981, ISBN 3-88268-014-8.
- Neuss’ Zeitalter. Hrsg. v. Werner Pieper. Grüne Kraft, Löhrbach 1982 (Der grüne Zweig 87), ISBN 978-3-922708-87-2.
- ohne drogen nichts zu machen. fünf gedichte für fünf mark. Berlin, Stechapfel 1983, ISBN 3-923159-03-X.
- Tunix ist besser als arbeitslos. Sprüche eines Überlebenden von Wolfgang Neuss. Hrsg. u. mit einem Vorspruch v. Volker Kühn. Rowohlt Taschenbuch Verlag, Reinbek 1985 (rororo 5556), ISBN 3-499-15556-7.
- Der gesunde Menschenverstand ist reines Gift. Paukenschläge von Wolfgang Neuss. Hrsg. v. Mathias Bröckers. Heyne, München 1985 (Heyne-Bücher 18, Scene 26), ISBN 3-453-35054-5.
- Volker Kühn (Hrsg.): Der totale Neuss. Gesammelte Werke. Rogner und Bernhard, Frankfurt a. M. 1997, ISBN 3-8077-0318-7.

## Veröffentlichungen auf Tonträgern
- 1957: Ach, das könnte schön sein / Schlag nach bei Shakespeare. Wolfgang Neuss und Wolfgang Müller. Single, Heliodor
- 1957: Wir Wunderkinder. Wolfgang Neuss und Wolfgang Müller singen 4 Chansons aus dem gleichnamigen Film. EP, Heliodor
- 1958: Die Dreigroschenoper mit Lotte Lenya, Wolfgang Neuss (Moritatensänger), Willy Trenk-Trebitsch, Erich Schellow, Johanna von Koczian, Wolfgang Gruner, dem Orchester Freies Berlin (Wilhelm Brückner-Rüggeberg), Originalinstrumentierung. LP, CBS
- 1964: Das jüngste Gerücht. Von und mit Wolfgang Neuss. Live-Aufnahme im Domizil, Haus am Lützowplatz, Berlin. LP, Fontana
- 1965: Neuss Testament. Die Villon Show. Mit Wolfgang Neuss und Fatty George. LP, Fontana; OE: Preiser-Records
- 1965: Wolf Biermann (Ost) zu Gast bei Wolfgang Neuss (West). Live im Gesellschaftshaus am Zoo, Frankfurt a. M., 19. April 1965. (auch als Schallplattenclubedition unter dem Titel: Zwischen Ost und West, 1965). LP, Philips (Philips-Twen-Serie 42)
- 1967: Asyl im Domizil. Bunter Abend für Revolutionäre. LP, Fontana
- 1968: Marxmenschen. Von und mit Wolfgang Neuss. LP, Bellaphon
- 1968: Neuss spricht Bild. Tribunal-EP TTT1
- 1971: Das Beste von Wolfgang Neuss. Mit Fatty George. LP, Philips (enthält: Opening; Faites votre jeu im Domizille-Milljöh; Aus der Zyne für die Zyne; Die Nonne Elisabeth; Onkel Paul schreibt vom Schwarzen Meer; Innere Führungs-Kettenraktion; Swetlana Stalin; Die frische Luft-Nummer; Die fette Margot; Meine Oma aus Neubrandenburg; Gesamtdeutsche Ackerfurchenlyrik; Der kleine Herr Ranunkel aus Brabant; Reimt Verse...; Martin Luther und der Bischof; He, Mutter, hör zu; In der Blüte meiner blauen Tage)
- 1982: Verstehste? Üben, üben, üben! 60 Minuten Rauschmodulation mit Wolfgang Neuss. Musikkassette (1983), Stechapfel-Verlag
- 1983: Ich hab noch einen Kiffer in Berlin. Aufnahme: Thomas Hammer. Musikkassette, Stechapfel-Verlag
- 1984: Neuss vom Tage. LP, Hei Fidelio Record bei Zweitausendeins
- 1987: Heissa Neuss. „Der totale Wolfgang.“ LP, Konnex Records
- 1995: Ich hab noch einen Kiffer in Berlin. CD, Conträr Musik
- 1996: Quartett '67. Live in Saarbrücken. 2 CDs, Conträr Musik
- 1997: Neuss Testament. Die Villon Show. CD, Conträr Musik
- 1997: Live im Domizil (enthält die Programme: „Das jüngste Gerücht“, „Marxmenschen“, „Asyl im Domizil“) Conträr Musik, 2 CDs, 150 Min., ISBN 3-932219-07-4
- 1998: Ach, das könnte schön sein… CD, Conträr Musik, ISBN 3-932219-08-2
- 2001: Neuss Attacks – Ick sitze hier und denke, sind die blöde. CD, Conträr Musik, ISBN 3-932219-31-7
- 2003: Kabarettgeschichte(n) Wolfgang Neuss: ein Porträt, hrsg. von Karin Köbernick. Frankfurt am Main, hr-Media CD (2003), ISBN 3-89844-232-2
- 2003: Neuss Deutschland. (enthält u. a. die LP Neuss vom Tage sowie sein Auftritt in Ost-Berlin 1965 Immer, wenn ich „drüben“ sage ...) 2 CDs, Edel Classics
- 2003: NEUSS TOTAL. Der Mann mit der Pauke 2 CDs, Bear-Family, ISBN 978-3-89916-014-7
- 2004: Zweimal Neuss von gestern. Mit Wolfgang Gruner, Katrin Schaake, Heinz Holl und dem Johannes-Rediske-Quartett. 2 CDs, Bear Family, ISBN 978-3-89795-907-1
- 2004: Die Mauer – Die größte Wandzeitung der Welt. Ein Hörbuch – Wolfgang Neuss liest Graffitisprüche von der Berliner Mauer, hrsg. von Ronald Steckel. CD, Werner Pieper's Grüne Kraft (Der Grüne Zweig 244), ISBN 978-3-922708-61-2
- 2004: Neues von Neuss. Der letzte Auftritt… live in der ufaFabrik Berlin. DVD-Video, ufaFabrik

## Hörspiele
- Andreas Weiser: „Ick sitze hier und denke: sind die blöde“. Ein assoziatives Wortgewitter mit Wolfgang Neuss. SFB/WDR/ORB 1998.